# Paramunnopsis oceanica
Paramunnopsis oceanica là một loài chân đều trong họ Munnopsidae. Loài này được Tattersall miêu tả khoa học năm 1905.